# Asociación Cultural y Deportiva Altos Hornos Zapla
Asociación Cultural y Deportiva Altos Hornos Zapla, também conhecido como Altos Hornos Zapla, é um clube esportivo argentino da cidade de Palpalá, na província de Jujuy. Foi fundado em 4 de janeiro de 1947, suas cores são o preto e o branco. Entre as muitas atividades esportivas praticadas no clube, a principal é o futebol, onde atualmente sua equipe masculina participa do Torneo Regional Federal Amateur, a quarta divisão do futebol argentino para as equipes indiretamente afiliadas à Associação do Futebol Argentino (AFA), sendo representante da Liga Jujeña de Fútbol ante o Conselho Federal do Futebol Argentino (CFFA).[carece de fontes?] Entre as outras atividades esportivas do clube, temos o hóquei, vôlei, rugby e o basquete. Seu estádio é o Emilio Fabrizzi, que assim como a sede do clube, fica em Palpalá e conta com capacidade aproximada para 20.000 torcedores.
Organizados pelo pastor Caro e pelo coronel Emilio Fabrizzi, um grupo de jovens trabalhadores que participavam dos campeonatos internos de futebol da Altos Hornos Zapla, uma antiga fábrica siderúrgica militar, fundaram em 4 de janeiro de 1947 na cidade de Palpalá, o Club Defensores de Centro Forestal, que na década de 1960, passou a chamar-se Asociación Cultural y Deportiva Altos Hornos Zapla. O motivo da fundação foi competir, de forma oficial, dos campeonatos da Liga Jujeña de Fútbol.